# Mercury-Atlas 5
Mercury-Atlas 5 (MA-5) war eine Mission im Rahmen des amerikanischen Mercury-Programms mit dem Schimpansen Enos an Bord.

## Mission
Am 24. Februar 1961 kam die Kapsel in der Cape Canaveral Air Force Station an und es folgten 40 Wochen der Flugvorbereitung, die längste während des gesamten Mercury-Programms. Die Kapsel war zuerst für einen suborbitalen Testflug ausgelegt worden, dann für einen suborbitalen Testflug mit einem Schimpansen an Bord, dann für einen unbemannten, drei Umläufe dauernden Orbitalflug und schließlich für die Mission mit der Enos flog. MA-5 sollte den Flug von MA-6 simulieren.
Enosʼ Name kommt aus dem Hebräischen und bedeutet in etwa Mensch (hebräisch אֱנוֹשׁ enósh, deutsch ‚[poetisch]: menschlich, Mann, Person, Sterblicher‘, vgl. auch hebräisch בֶּן אֱנוֹשׁ ben enósh, deutsch ‚[wörtlich: Sohn des אֱנוֹשׁ]: Mann, Mensch‘, was das übliche Wort für Mensch wäre). Der Schimpanse Enos stammt aus Kamerun (ursprünglich Chimp #81) und wurde am 3. April 1960 von der US Air Force erworben. Zum Zeitpunkt des Startes wog er 17 kg und war fünf Jahre alt. Enos Ersatzschimpansen waren Duane, Jim, Rocky und Ham (flog mit Mercury-Redstone 2).
Fünf Stunden vor dem Start wurde Enos mit seinem Raumanzug in die Kapsel gesetzt. Der Start erfolgte um 15:08 UTC am 29. November 1961. Enos war darauf trainiert, auf bestimmte Reize an Hebeln zu ziehen, worauf er mit Wasser und Bananenstückchen belohnt oder im Fehlerfall mit elektrischen Schlägen bestraft wurde. Gegen Ende des Fluges versagte jedoch der Mechanismus, so dass Enos trotz richtiger Reaktionen Elektroschocks bekam. Dennoch führte Enos die Aufgaben weiter durch.
Am Ende des ersten Umlaufs bemerkte die Bodenmannschaft, dass die Uhr in der Kapsel um 18 Sekunden vorging. Beim Überflug über Cape Canaveral wurde die Uhr wieder synchronisiert. Kurz darauf empfing das Übertragungsschiff im Atlantik erste Anzeichen für steigende Temperatur in der Kapsel. Diese wurden von der Übertragungsstation auf den Kanaren bestätigt. Die Temperatur stieg von 18 °C auf 26 °C. Dies führte auch zum Ansteigen von Enos’ Körpertemperatur von 37,3 °C auf 38,1 °C. Allerdings stieg die Körpertemperatur nicht mehr weiter, woraus die medizinischen Beobachter schlossen, dass das Kühlsystem wieder arbeitete.
Des Weiteren fiel wegen eines Metallbandes in einer Treibstoffleitung ein Rolltriebwerk aus. Deswegen driftete die Kapsel langsam aus ihrem vorgesehenen Orbit, bevor ein Korrekturschub sie wieder zurückbrachte. Dies wiederholte sich neunmal vor dem Zünden der Wiedereintrittstriebwerke und dann noch einmal vor dem Wiedereintritt selbst. Dadurch wurde mehr Treibstoff als geplant verbraucht. Gegen Ende des zweiten Orbits wollten die Mediziner Enos noch auf einen dritten Orbit schicken, die Ingenieure hatten jedoch Bedenken, dass der Treibstoff nicht reichen würde. Flight Director Chris Kraft entschied sich schließlich für den Wiedereintritt nach dem zweiten Umlauf.
Im Bergungsgebiet warteten die US Navy Zerstörer USS Stormes und USS Compton sowie eine Martin P5M. Die Kapsel wurde drei Minuten vor der Wasserung in einer Höhe von 1.500 Metern vom Flugzeug gesichtet. Dieses blieb bis zum Eintreffen der USS Stormes, eine Stunde und 15 Minuten später, und dokumentierte die Wasserung südöstlich von Bermuda. Die Kapsel wurde an Bord des Zerstörers gebracht und die Luke kontrolliert abgesprengt. Enos war bei guter Gesundheit.
Mit diesem erfolgreichen Flug war die Mercury-Kapsel für bemannte Orbitalflüge qualifiziert.

## Verbleib
Enos starb am 4. November 1962 an Durchfall, der durch Bakterienruhr ausgelöst wurde. Bis zwei Monate vor seinem Tod stand Enos unter permanenter medizinischer Überwachung. Ein Zusammenhang mit seinem Raumflug bestand laut Pathologen der Holloman Air Force Base, in der er starb, nicht. Die Mercury Kapsel #9 kann im North Carolina Museum of Life and Science in Durham, North Carolina, besichtigt werden.